# Сид, Игорь
И́горь Сид (настоящее имя И́горь Оле́гович Сидоре́нко; род. 5 января 1963, Джанкой, Крымская область) — русский поэт, писатель (эссеист), антрополог, путешественник, африканист, организатор международных культурных и исследовательских проектов.
Инициатор научного и прикладного направлений в геопоэтике, организатор трёх исторически первых международных конференций по геопоэтике (1996, 2009, 2018), составитель первой международной антологии по геопоэтике (2013), автор книги эссе и научных статей «Геопоэтика» (2017).
Как антрополог участвует в разработке теории путешествий, исследует феномен тотемократии (неототемизм) и другие феномены современного мифологического сознания.
Известен, в частности, как основатель Боспорского форума современной культуры (1993), Крымского геопоэтического клуба (1995), интернет-портала африканских проектов «Africana.ru»(2000).
Совместно с Вадимом Рудневым, инициатор, координатор и участник (составитель, автор словарных статей) международного научно-популярного проекта «Словарь культуры XXI века».

## Биография
В 1985 окончил биологический факультет Днепропетровского государственного университета. В 1986 окончил курсы гидронавтов-исследователей (пилотов батискафов) в Севастопольском экспериментальном конструкторском бюро подводных исследований (СЭКБП) в Севастополе.
В 1988 совместно с переводчиком Андреем Широковым организует в городе Керчи борьбу за закрытие Крымской атомной станции, создаёт и возглавляет с А. Широковым Керченское отделение крымской Ассоциации «Экология и мир», где активно работает вплоть до принятия указа о перепрофилировании станции в 1989 году.
В 1989 году приглашён в экспертный совет по литературе Всесоюзного гуманитарного фонда им. А. С. Пушкина, участвует в конференциях и других мероприятиях фонда, в 1992-м учреждает крымское отделение фонда.
В 1986—1991 — сотрудник биологических экспедиций в страны Африки и Азии.
В 1992 учредил Общество итальянской диаспоры Крыма. В июне 1992 вместе с Михаилом Лаптевым и Андреем Поляковым основал крымско-московскую поэтическую группу «Полуостров», в которую позже вошли Мария Максимова и Николай Звягинцев.
В 1993—1995, 2011—2015 годах — инициатор и руководитель Боспорского форума современной культуры в Крыму, автор газеты «Гуманитарный фонд».
С 1995 по настоящее время — создатель и куратор Крымского клуба в Москве (Крымский геопоэтический клуб), в рамках которого провел около 300 различных культурологических акций в России и на Украине. Организатор литературных вечеров и акций, куратор российско-украинского литературного фестиваля в Москве «Южный акцент» (1999).
С 2000 по настоящее время — инициатор, организатор и участник многих медиа- и культурных проектов, посвящённых вопросам российско-африканского и украинско-африканского сотрудничества.
С 2003 по 2006 сотрудничал в качестве редактора и автора с журналом «Со-Общение» (приложение к журналу «Эксперт», посвящённое проблемам политтехнологий, брендинга, PR и других гуманитарных технологий), где публиковал статьи и интервью о новых языках в культуре, о влиянии искусства на политическую жизнь России и современного мира, о функциях измененных состояний сознания, об эволюции феномена путешествия и пр.
Член Русского ПЕН-Клуба с 2006 года.
В течение 2008 года жил на Украине, где возглавлял Днепропетровскую редакцию общеукраинской газеты «24» и был соорганизатором, совместно с Олесем Донием, украинско-российско-белорусского поэтического фестиваля «Баррикада на Тузле».
С 2009 снова в Москве. Продолжает акционную деятельность — в частности, в новом литературном цикле «Феноменология Имени» (совместно с Игорем Лёвшиным и Екатериной Дайс).
С 2010 в сотрудничестве с Центром памяти писателя Даура Зантария (Сухум) и при поддержке Министерства культуры России занимается российско-абхазскими культурными проектами. В том числе, в мае 2011 проведены литературно-дискуссионные акции «Культурного сезона Россия-Абхазия» и первый международный фестиваль культурных проектов «Акуа-фест» (включая первые научные литературоведческо-культурологические Зантариевские чтения), с участием авторов из Абхазии, России, с Украины.
С 2012 организует ряд научных конференций в РГГУ, Международном университете в Москве, Институте философии РАН — по антропологии путешествий, геопоэтике, зоософии и др. С 2014 координатор программ российского Института перевода.

## Литературное творчество
- На первом этапе — с середины 1970-х до начала 1980-х — пишет фантастику, член днепропетровского Клуба Фантастов с момента его создания (1975). Первая публикация фантастического рассказа в декабре 1975 в газете «Днепр Вечерний». Первая общесоюзная публикация — фантастический рассказ в журнале «Юность», № 11, 1982.
- С начала 1980-х пишет стихи. Первые поэтические публикации — в московской газете «Гуманитарный фонд», позже публикуется в антологиях («Самиздат века», «Строфы века», «Полярная антология» и др.) и литературных журналах («Золотой Век», «Артикуляция» и др.). С конца 2000-х экспериментирует в области верлибра; в том числе начинает большой стихотворный цикл «Коварные крымцы» о персонажах полуостровной жизни последней четверти века. В декабре 2011 выходит первый сольный сборник Сида «Коварные крымцы (Восемь с половиной поэм)»", представляющий тексты последних трёх лет; в 2012 книга входит в шорт-лист литературной премии «Нонконформизм».
- Как поэт, участвовал в Биеннале поэтов в Москве, фестивале «Неофициальная Москва», Фестивале поэзии на Байкале, фестивале «Киевские лавры», Международном фестивале литературы и искусств имени Тагора в Бхопале (Индия), других международных литературных проектах.
- С середины 1990-х пишет эссеистику, с 1998 публикует эссе в «Русском журнале».
- Финалист премии «Нонконформизм» (2018) за книгу эссе и научных статей «Геопоэтика».
- Произведения И. Сида переведены на английский, армянский, малайский, нидерландский, румынский, украинский, французский, хинди, японский языки.

## Научная деятельность
Продолжатель естественнонаучной династии (отец, Олег Григорьевич, был физиком-термистом, работал в Институте чёрной металлургии Минчермета СССР, родители отца Мария Викторовна и Григорий Михайлович были биологами), по окончании университета (1985) Сид работает биологом (инженером-ихтиологом) в Южном НИИ морского рыбного хозяйства и океанографии, г. Керчь, где в океанических экспедициях собирает материалы для научной диссертации по ихтиологии. В 1991 году сбором флористических экспонатов в прибрежных странах Африки и на архипелагах Индийского океана инициирует создание ботанического сектора в Морском музее ЮгНИРО (ныне Музей морской флоры и фауны в НИИ ЮГНИРО). Работа над диссертацией была остановлена по причине резкого и длительного сокращения финансирования деятельности НИИ. Сохранив исследовательский подход к окружающей реальности, Сид начинает применять его уже в гуманитарных областях..
Интерес к исследовательской, инновационной и трансдисциплинарной деятельности мотивирует Сида в середине 1990-х годов к занятиям геопоэтикой (в её различных модусах) и проведению исторически первой международной конференции по геопоэтике (1996). С начала 2000-х Сид занимается также проблемами зоософии (бестиарный дискурс в мировой культуре), с середины 2000-х — участвует в разработке теории путешествий. С 2018 года отстаивает необходимость в новом разделе антропологии — переводчиковедении, или метафрастологии (гр. μεταφραστολογία, от μεταφραστής «переводчик»), посвящённом изучению ксенофилии и иных качеств литературного переводчика, как специфического человеческого типа.
Разработка пограничных сфер между ранее мало соприкасавшимися дисциплинами, а также между наукой и другими сферами интеллектуальной деятельности приводит Сида в 2013 году к инициации и проведению, совместно с Геннадием Бурбулисом (создавшим кафедру политософии в Международном университете в Москве), международной интердисциплинарной конференции «Поэтический фактор в культуре. Синкретические тенденции и инновации».. Принципиальной инновацией стало, в частности, посвящение отдельных секций (панелей) конференции проблематике ещё не признанных официальной наукой, но интиутивно ощущаемых как перспективные, пограничных дисциплин: «Политософия и поэтократия»; «Авторская антропология»; «Зоософия и кентавристика»; «Геопоэтика и смыслы путешествий».

### Геопоэтика

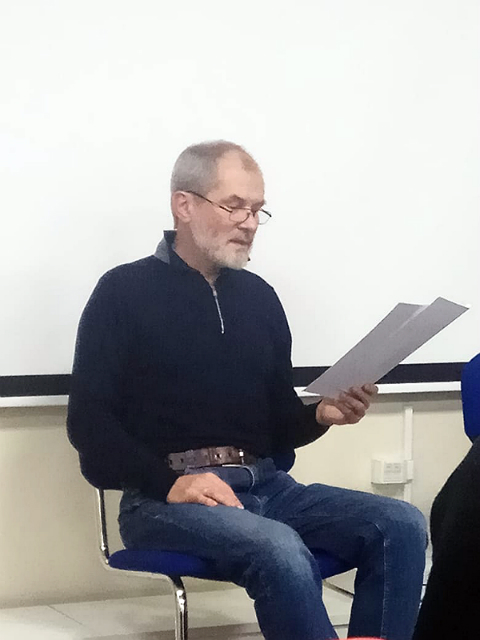
На совместном литературном вечере с Александром Стесиным. Библиотека иностранной литературы, Москва, 29.10.2019. Фото Тьеколо Дау.

- В 1994—1996 гг. в докладах на международных историософско-политологических конференциях Крымского Центра гуманитарных исследований развивал концепцию геопоэтики, альтернативную продвигаемой шотландским поэтом и мыслителем Кеннетом Уайтом, трактуя геопоэтику не как литературную работу (создание текстов о географических пространствах), а как проектную культурную деятельность, направленную на создание и изменение территориальных мифов.
- В 1995 году открыл в Москве Крымский геопоэтический клуб — литературный клуб, чья деятельность постоянно задевает географические, геокультурные темы — в том числе историко-культурные и природно-географические аспекты Крымского полуострова.
- В 1996 провёл в Москве Первую международную конференцию по геопоэтике с участием авторов из России, с Украины, из Великобритании.
- В 2006—2014 гг. ведёт в «Русском журнале» тематическую рубрику «Геопоэтика».
- В 2009 при поддержке издательства «Арт Хаус медиа» провёл в Москве, совместно с Екатериной Дайс, Вторую международную конференцию по геопоэтике с участием авторов из России, с Украины, из Германии, Австрии, Эфиопии.
- В 2010 в Берлине вышел первый сборник по геопоэтике, составители и авторы которого ссылаются в своих работах, в том числе, на деятельность Крымского геопоэтического клуба и на тексты Игоря Сида о геопоэтике. На Сида также ссылаются в своих публикациях по геопоэтике украинский писатель Юрий Андрухович и японский славист Мицуёси Нумано (в работе «Существует ли центральноевропейская (восточноевропейская) литература? Попытка переосмыслить центральноевропейскую ментальность на основе современной литературы», сборник Regions in Central and Eastern Europe: Past and Present / edit. H. Tadayuki, F. Hiroshi. — Sapporo : Slavic Research Center, Hokkaido University, 2007).
- В конце декабря 2012 в Москве (М.: «Арт Хаус медиа», Крымский клуб, 2013. — 368 с.) выходит первая на постсоветском пространстве антология геопоэтических текстов «Введение в геопоэтику». Составителем сборника выступает Игорь Сид, научным редактором — культуролог Екатерина Дайс. Среди более чем 30 авторов антологии — Кеннет Уайт (Франция), Владимир Абашев, Андрей Балдин, Андрей Битов, Евгений Бунимович, Михаил Гаспаров, Василий Голованов, Екатерина Дайс, Дмитрий Замятин, Владимир Каганский, Сергей Кузнецов, Александр Люсый, Вадим Рабинович, Рустам Рахматуллин, Евгений Сабуров, Игорь Сид (Россия), Юрий Андрухович, Владимир Ешкилев, Сергей Жадан, Андрей Поляков (Украина), Сильвия Зассе, Магдалена Маршалек, Татьяна Хофманн (Германия), Ангелика Мольк (Австралия), Дэвид Вонсбро (Австралия), Ангесса Дуга Чала (Эфиопия), Ван Цзяньчжао (Китай) и др. авторы.
- В 2014 выступил на VIII Конвенте Российской ассоциации международных исследований на тему «Метаморфозы посткризисного мира: новый регионализм и сценарии глобального управления» (МГИМО), с докладом «Межкультурное взаимодействие и геопоэтика: о значении путешествий (на примере одной сюжетной линии в романе Даура Зантария “Золотое колесо”)».[16]
- В 2014 году вместе с поэтом Геннадием Кацовым составил международную миротворческую поэтическую антологию НАШКРЫМ, вышедшую в американском издательстве КРиК.[17]
- В 2016 году инициировал проведение в Москве первой Русско-арабской школы молодого переводчика. Соорганизаторами Школы выступили российский Институт перевода и ВГБИЛ.
- В 2017 в санкт-петербургском издательстве «Алетейя» вышел итоговый сборник Сида «Геопоэтика» (эссе, статьи, комментарии).
- В мае 2018 в Институте философии Российской академии наук Сид провёл, при поддержке МГЛУ, Белградского университета в Сербии и Лозаннского университета в Швейцарии, третью Международную конференцию по геопоэтике.
- В январе 2020 года лекцией «Фитософия и египтяне» в посольстве Египта в Москве открыл дискуссионный цикл «Фитософия», посвящённый культурологическим и метафизическим аспектам земной флоры.

### Теория путешествий
- С 2006 года, с публикацией статьи «Уголки шара: задача для Homo vagabundus. Очерк о необходимости разработки „науки о путешествиях“» участвует в инициированной российским географом Владимиром Каганским разработке теории путешествий.
- В мае 2012 провёл в Москве, в редакции «Русского журнала» стратегический круглый стол «Путешествие, текст, арт-проект: захват территории в 21 веке» с участием известных российских литературных путешественников — Андрея Балдина, Василия Голованова, Рустама Рахматуллина, Александра Люсого и др.
- В декабре 2012 Крымский геопоэтический клуб совместно с Институтом «Русская Антропологическая Школа» проводит в Российском государственном гуманитарном университете в Москве научную конференцию «Власть Маршрута: путешествие как предмет историко-культурного и философского анализа». Сид выступает как модератор первой секции («Власть маршрута») и как докладчик.
- 20 августа 2018 прочёл в Русском географическом обществе лекцию «Становление теории путешествий. Географический и антропологический ракурсы».
- В сентябре 2019 прочёл лекцию о теории путешествий в рамках программы «Новые рамки в статусе арабской культуры» на XIX Международном форуме сказителей в Шардже.
- Регулярно выступает на российских и зарубежных теле- и радиоканалах в качестве «концептуального путешественника» и эксперта, рефлексируя над своими и чужими географическими перемещениями, территориальной мифологией и особенностями национальных менталитетов.

### Зоософия
- Имея за плечами участие в качестве биолога в нескольких научно-исследовательских экспедициях в страны Африки и на острова Индийского океана, с одной стороны, и многообразный опыт литературной деятельности, с другой стороны, в 2000 году открыл в Институте проблем экологии и эволюции РАН междисциплинарный дискуссионный цикл «Зоософия». В рамках этого цикла диалог между гуманитариями (литераторы, филологи, культурологи, философы) и деятелями сфер, связанных с животными (зоологи, охотники, звероводы) нацелен на универсальное осмысление места животных в мире человека, исследование смыслов, которыми наполнены образы животных в культуре. С 2009 дискуссии проводятся в Образовательном центре Московского Зоопарка (сомодераторы цикла — биологи Елена Мигунова, Юрий Угольников), среди участников — Ольга Балла, Наталия Азарова, Дмитрий Кузьмин, Александр Курбатов, Александр Левин, Игорь Лёвшин, Владимир Тучков и другие.
- С 2007 центральной акцией цикла стал Кастинг Тотемов — конкурс кандидатур на новые национальные или региональные животные символы (проводились Кастинги тотемов для России и Кастинги тотемов Севера).
- В 2006—2014 гг. ведёт в «Русском журнале» тематическую рубрику «Зоософия».
- С 2012 года участвует с научными докладами в международной конференции «Res et Verba» в МГЛУ, посвящённой исследованию бестиарных образов в мировой литературе и искусстве (кураторы Алиса Львова (Ольга Довгий) и Александр Махов). Одним из ключевых текстов нового направления стал доклад «Тотем в русской литературе. Зоопоэтика текстов, зоософия сообществ» на конференции 2012 года[18].
- В апреле 2023 года по приглашению Центра практической философии «Стасис» в Европейском университете (Санкт-Петербург) выступил в числе основных спикеров на научной конференции «Зверь и человек: взаимное, различное, совместное» с докладом «Зоософия, бестиарное мышление, неототемизм. О некоторых особенностях современного мифологического сознания», в котором обрисовал сложившуюся систему зоософских представлений и обозначил возможные новые зоны для исследований.

## Проектная деятельность

### Словарь культуры XXI века
- В 2018 году стал сооснователем, совместно с Вадимом Рудневым, международного просветительского проекта «Словарь культуры XXI века». Проект реализуется под эгидой Лаборатории по изучению человека и культуры XXI века, созданной Рудневым при философском факультете МГУ. Он включает две книжных серии — Глобальную, представляющую международные неологизмы), и Локальную, представляющую неологизмы, не вышедшие за пределы географических, лингвистических и социокультурных локусов.
- В редакционную коллегию вошли историк Анна Бражкина (Россия), филолог, востоковед Сарали Гинцбург (Испания), поэт, переводчик, издатель Анил Джанвиджай (Индия), поэт, художник и редактор Игорь Сатановский (США), в экспертную группу — филолог и переводчик Ирина Антанасиевич (Сербия), литературный критик Ольга Балла (Россия), писательница и филолог Татьяна Бонч-Осмоловская (Австралия), поэт и философ Владимир Богомяков (Россия), поэт и переводчик Геворг Гиланц (Армения), переводчик Алехандро Ариэль Гонсалес (Аргентина), поэты, музыканты, программисты Александр Левин и Игорь Лёвшин (Россия), поэты и переводчики Сергей Морейно (Латвия) и Джон Наринс (США), поэт, историк Андрей Полонский (Россия), филолог и переводчик Сону Саини (Индия), психолог, психотерапевт Александр Сосланд, писатель и военный эксперт Владимир Тучков и прозаик, филолог-японист, критик Александр Чанцев (Россия), филолог и переводчик Мохамед Эльгебали (Египет), философ, филолог, культуролог, лингвист Михаил Эпштейн (США).
- Работа над материалами Словаря консолидирует международное сообщество интеллектуалов, заинтересованных в исследовании и осмыслении феноменов и тенденций нового столетия — учёных, экспертов, деятелей культуры, таких как прозаик и литературный критик Дмитрий Бавильский, философ и литературный критик Михаил Бойко, писательница и лексикограф Марина Вишневецкая, прозаик и врач Александр Грановский, поэт, прозаик и филолог Данила Давыдов, географ и культуролог Дмитрий Замятин, культуролог и публицист Александр Люсый, писатель и психоаналитик Александр Плоткин, филолог и переводчик Виктор Погадаев, поэт и прозаик Анастасия Строкина (Россия), писательница и общественный деятель Доха Асси (Египет), переводчик и редактор Димитриос Триантафиллидис (Греция), писательница Лея Любомирская (Португалия), поэт и журналист Геннадий Кацов, художник Виталий Комар и Александр Стесин (США), филолог, переводчик Анастасия Виноградова де ля Фортель и философ Эдуард Надточий (Швейцария), переводчик Абдулла Хаба (Ирак), поэт Суман Покхрел (Непал), поэт, филолог Сергей Бирюков, художник Георгий Литичевский и филолог Татьяна Хофманн (Германия), филантроп и общественный деятель Алиу Тункара (Мали), филолог и музыкант Боли Кан (Сенегал), поэт Варвара Черковская (Белоруссия), писатель и художник Илья Фальковский (Китай), музыкант и плантатор Илья Клеймёнов (Мадагаскар), писательница Марра Ланот[исп.] (Филиппины), и многие другие — более 120 авторов из 40 стран мира.
- 196-страничный дайджест-анонс первого тома Словаря вышел в декабре 2020 в индийском издательстве Kie Publication.
- Первый том Глобальной серии, изданный в январе 2022 российским Институтом перевода, стал Книгой-лауреатом 2022 года в номинации «Нон-фикшн» по версии «Независимой газеты».

### Литературные проекты

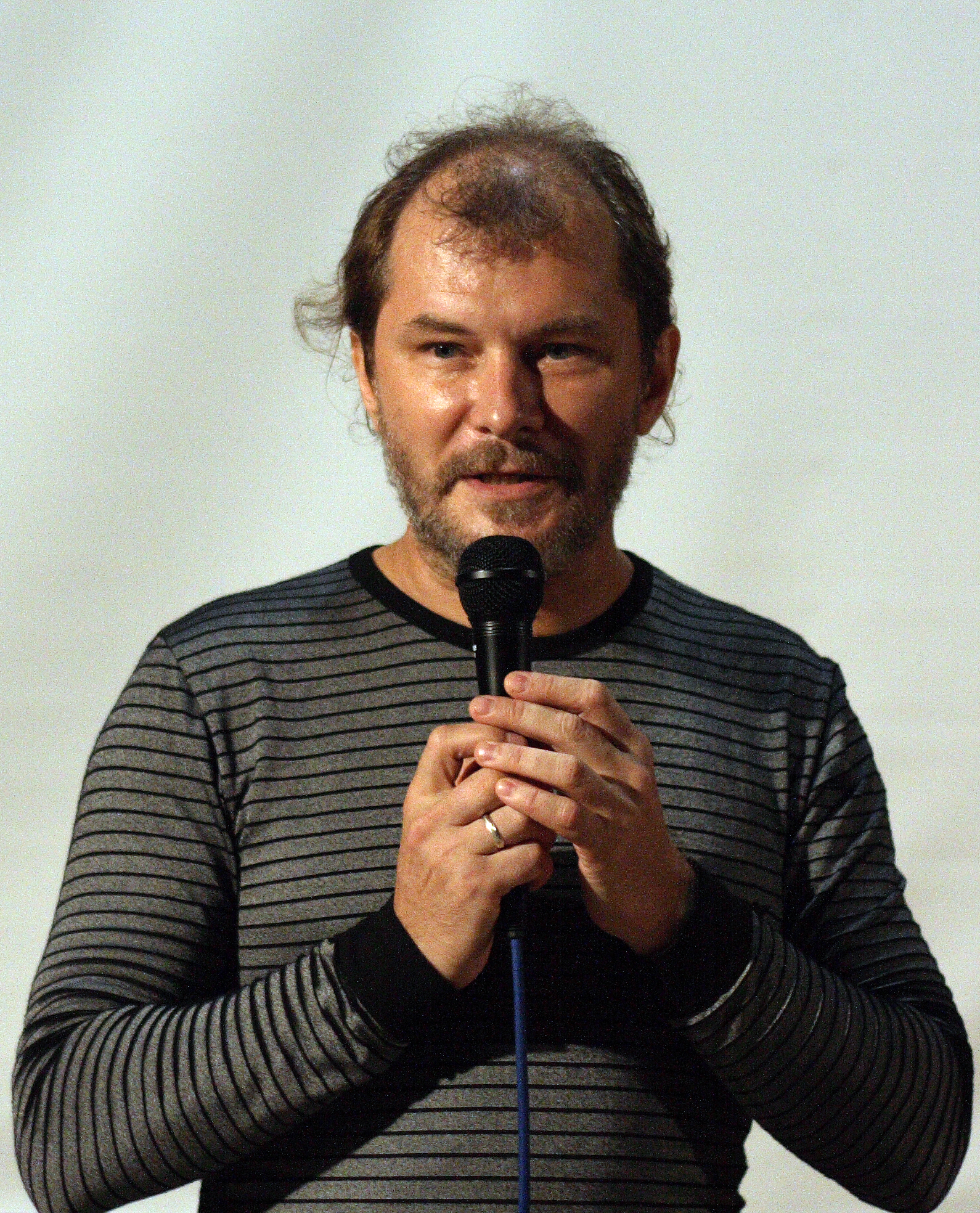
На поэтических чтениях в рамках фестиваля «Баррикада на Тузле». Остров Тузла, 08.08.2008. Фото Аси Каревой.

- С 1993 по 1995 трижды проводит в Крыму (в г. Керчь и на о. Тузла) фестиваль «Боспорский форум современной культуры» с участием Василия Аксёнова, Владимира Войновича, Ивана Жданова, Николая Звягинцева, Фазиля Искандера, Тимура Кибирова, Дмитрия Кузьмина, Алексея Парщикова, Андрея Полякова, Льва Рубинштейна, Евгения Сабурова и других известных русских литераторов.
- С 1995 по настоящее время — в рамках работы Крымского клуба в Москве проводит множество акций в разнообразных жанрах — от культурологических дискуссий и конференций до литературных чтений и фестивалей. Часть этих акций традиционно включаются в такие культурные программы, как «Биеннале поэтов в Москве» и «Всемирный день поэзии» ЮНЕСКО.
- Оказывает организационную и иную поддержку другим экспериментальным культурным проектам, таким как московско-петербургский поэтический фестиваль «Genius loci» (1998), джазовый фестиваль «Золотой Грифон» (1998), фестиваль метареалистической литературы Владимира Ешкилева «Карпатская Мантикора» (2011), культпросвет-проект Елены Сарни и Джона Наринса «Нигде Кроме» (с 2020) и др.
- Являлся куратором литературной программы фестиваля «Неофициальная Москва» и программы крымского землячества фестиваля «Москва-Территория 2000» (1999), культурной программы первого всероссийского съезда выходцев с Украины (2001).
- В 2008 совместно с Олесем Донием провёл в Крыму (Симферополь, Керчь) и на острове Тузла украинско-российско-белорусский поэтический фестиваль «Баррикада на Тузле» с участием, в том числе, Северина Квятковского, Германа Лукомникова, Игоря Лёвшина, Сашко Лирника, Андрея Родионова, Анны Русс, Сашко Ушкалова.
- С 2010 в сотрудничестве с Центром памяти писателя Даура Зантария (Сухум) и при поддержке Министерства культуры России занимается российско-абхазскими культурными проектами. В мае 2011 проведены литературно-дискуссионные акции «Культурного сезона Россия-Абхазия» и первый международный фестиваль культурных проектов «Акуа-фест» (включая первые научные литературоведческо-культурологические Зантариевские чтения), приуроченные к дню рождения Д.Зантария. Участвовали авторы из Абхазии, России, с Украины.
- В августе 2011 по инициативе керченского биолога и предпринимателя Максима Кабанова возобновил в Крыму работу Боспорского форума современной культуры. Акции 4-го Боспорского форума прошли 18-20 августа 2011 в Керчи и 25 августа в Симферополе, с участием авторов из России, с Украины, из Канады и с Мадагаскара. Главной акцией четвёртого форума стал круглый стол по «прикладной эсхатологии» — «Школа выживания современной культуры».
- В 2000 году Крымский клуб номинирован на премию «Малый букер» (номинация «Литературный проект»). Номинатор — координатор проекта премии, издатель Наталья Перова.

### Африканские и мадагаскарские проекты
- В 1991 впервые посетил Мадагаскар в рамках комплексной международной экспедиции киевского Института Ботаники на научном судне «Академик Вернадский» севастопольского Гидрофизического института. В течение 1990-х годов собирал сведения о Великом острове и контакты с его исследователями.
- В 2000 создал и возглавил российский Клуб друзей Мадагаскара, совместно со специалисткой по малагасийскому языку Людмилой Карташовой.
- С 2000 по настоящее время — директор, затем главный редактор интернет-портала африканских проектов Africana.ru.
- В 2001 становится продюсером первой выставки африканской коллекции Государственного Музея культур народов Востока «Образы Тропической Африки».
- В 2001 докладом «Остров Мадагаскар в русской культуре» на междисциплинарном семинаре «Малайско-индонезийские чтения» Общества «Нусантара» открыл исследования «мадагаскарского феномена» — скрытого присутствия темы Великого острова в русской литературе[19].
- В 2001 проводит совместно с посольством Анголы в РФ фестиваль искусств «Ангола-Украина» (в г. Днепропетровске, где учится большинство ангольцев Украины).
- В 2005 — главный редактор журнала российских африканцев «Mon Afrique / My Africa».
- В мае 2005 — организатор награждения барда Александра Городницкого памятным тамтамом от сенегальского землячества Москвы за песню «Жена французского посла» («В Сенегале, братцы, в Сенегале…»)
- В 2005 организует выставку «Потерянный рай» одного из лучших мадагаскарских художников Кристофа «Фофы» Рабеаривело в Информационном центре ООН и в салоне «Классики 21 века» (Москва).
- В октябре 2005 — организатор участия в московском международном Биеннале Поэтов известного африканского поэта, основателя Африканского Международного Дома Поэзии, вице-президента сенегальского ПЕН-центра Амаду Ламин Салля.
- В 2006 — главный редактор общественно-публицистического журнала «Новая Африка».
- С 2006 периодически работает гидом по всем регионам Великого острова, выступает в качестве эксперта по мадагаскарским экспедиционным и туристическим маршрутам.
- 2007—2008. Авторская фотовыставка «Мадагаскар. Заметы сердца» (позднее под названием «Мадагаскар. Демо-версия»; «Мадагаскар. Геопоэтика утопии») проходит в салоне «Классики 21 века» (Москва), в Киево-Могилянской Академии и Киево-Печерской Лавре.
- В 2009 — соорганизатор (с Екатериной Дайс и Боли Каном) первого этно-регги-фестиваля в Москве «Афро Плюс».
- В 2010 — организатор культурной программы международной парламентской конференции и делового форума «Россия-Африка».
- В 2010 — научный редактор первого русскоязычного туристического справочника по Мадагаскару (М.: Компас-Гид, 2010).
- В 2012 году выступил с докладом о культурном и туристическом ресурсах Мадагаскара на круглом столе «Потенциал и перспективы инвестиций в Республику Мадагаскар», организованном Комитетами по финансовым рынкам Московской Торгово-Промышленной палаты и Ассоциации Менеджеров (Moscow City, 27 июня 2012).
- В ноябре-декабре 2021 года выступил разработчиком концепции и участником проекта «Африка Пушкина» — фольклорной экспедиции в Западную Африку (Республика Сенегал, Республика Мали).

### Мультимедийные проекты
Аудиопоэзия
С 2007, по предложению философа Александра Кузьминых, начинает совместно с «МедиаКнигой» и её дочерней студией «аКнига» проект «СПА» («Современная Поэзия от Авторов»): пионерный проект аудиоантологии современной русской поэзии в авторском исполнении. На каждом из компакт-дисков антологии — записи авторского чтения 15 современных русских поэтов, длительность чтения каждого около 60 минут. Фонограммы сопровождаются теми же текстами в электронном виде и биографическими справками. В настоящее время вышли три диска:
- Первый диск (2008): Е. Бунимович, С. Гандлевский, Н. Звягинцев, Т. Кибиров, Д. Кузьмин, В. Куллэ, И. Лёвшин, С. Литвак, М. Максимова, Д. А. Пригов, А. Родионов, Л. Рубинштейн, А. Русс, Е. Сабуров, И. Сид.
- Второй диск (2010): М. Амелин, Н. Байтов, А. Битов, Д. Воденников, Л. Горалик, Д. Давыдов, А. Ерёменко, В. Коваль, Е. Лесин, С. Львовский, В. Полозкова, Ф. Сваровский, М. Степанова, Е. Фанайлова, Т. Щербина.
- Третий диск (2012): И. Булатовский, Д. Гатина, Г. Григорьев, Д. Григорьев, А. Горбунова, А. Драгомощенко, В. Кривулин, Е. Мякишев, Р. Осьминкин, А. Порвин, Н. Романова, А. Скидан, В. Соснора, С. Стратановский, Д. Суховей.

Видеопоэзия
В конце 2010, совместно с видеорежиссёром и музыкантом-мультиинструменталистом Алексеем Блажко (Украина, Крым, г. Керчь) и культурологом Екатериной Дайс (Москва) создаёт в рамках арт-группы «Кадры Решают Всё» клипы в жанре видеопоэзии. Некоторые клипы:
- «Научные карлики Карик и Валя…», 2013.
- «Ночь», май 2011.
- «Голос, логос, глагол…», март 2011.
- «Море Космонавтов», январь 2011.
- «Н. Г.», декабрь 2010.
- «Новые сведения о Калимантане», ноябрь 2010.

Клип «Море Космонавтов» — дипломант Австралийского фестиваля «Антиподы. Иной глобус» (январь 2011). Клип «Научные карлики Карик и Валя» отмечен в 2013 году специальным призом жюри международного фестиваля экспериментальной поэзии «Experiences» (Новосибирск).

### Коллективные сборники
- Полуостров. Сборник одноимённой крымско-московской поэтической группы. М.: АРГО-РИСК, 1997. ISBN 5-900506-54-1. Участник.
- Самиздат века. Поэтическая антология. М.: Полифакт, 1997. ISBN 5-89356-004-3. Участник.
- Строфы века. Поэтическая антология. М.: Полифакт, 1998. ISBN 5-89356-006-X. Участник.
- Южный акцент: Сборник русско-украинской критики. М.: 1999. — 44 c. Составитель (совместно с А. Бражкиной)
- «КОРДОН (Три пограничных поэта)»: С.Жадан, А.Поляков, И.Сид. Поэтический сборник. М.: Арт Хаус медиа, 2009. ISBN 978-5-902976-30-1. Составитель, концептор, участник.
- Полярная антология. Современные русскоязычные авторы об Арктике, Антарктике и Крайнем Севере. М.: Paulsen, 2010. ISBN 978-5-98797-047-8. Участник (эссе, стихи).
- Введение в геопоэтику. Антология. М.: Арт Хаус медиа; Крымский Клуб, 2013. — 368 с. ISBN 978-5-902976-72-1. Составитель, участник (эссе).
- Словарь культуры XXI века. Первое приближение. (Дайджест первого тома Словаря). Хапур: Kie Publication, 2020. — 196 с. ISBN 978-93-81623-87-9. Составитель, редактор, автор предисловия, автор словарных статей.
- Словарь культуры XXI века : Глобальная серия. Т. 1. / сост., предисл. — И. Сид; науч. ред. — В. Руднев; редкол.: А. Бражкина, С. Гинцбург, А. Джанвиджай, И. Сатановский ; Лаборатория человека и культуры XXI века. — Москва : Институт перевода : Центр книги Рудомино, 2022. — 464 с. ISBN 978-5-00087-203-1. Составитель, редактор, автор предисловия, автор словарных статей.

### Авторские сборники
- Игорь Сид. Коварные крымцы (Восемь с половиной поэм). — М.: Крымский Клуб, 2011. — 94 с. — (Геопоэтика). — ISBN 978-5-458-23161-9. Автор.
- Игорь Сид. Геопоэтика. Эссе, статьи, комментарии. СПб: Алетейя, 2017. — 430 с.: ил. ISBN 978-5-906910-84-4. Автор.
- Игорь Сид. Геопоэтика. Экспедиционный формат. М.: Арт Хаус медиа, 2018. — 340 с.: ил. ISBN 978-5-9908945-4-9. Автор.

### Переводы
- Юрий Андрухович. Перверзия. Роман. / Пер. с укр. А. Бражкиной и И. Сида. — М.: Новое литературное обозрение, 2002. ISBN 5-86793-0173-0
- Сергей Жадан. История культуры начала столетия. Поэтический сборник. / Пер. с укр. И. Сида. — М.: KOLONNA Publications, АРГО-РИСК, 2003. ISBN 5-94128-076-9
- Субодх Саркар Мотылёк во Вселенной. Стихи / Пер. с бенгальского И. Сида. — Интерпоэзия, № 2, 2020.

## Интересные факты
- В днепропетровском Клубе Фантастов Сид составлял, первоначально вдвоём, «школьную секцию» вместе с другом детства и одноклассником Яном Валетовым, ныне известным украинским русскоязычным беллетристом.
- В послеуниверситетские годы, работая инженером-ихтиологом в ЮгНИРО (Южный НИИ морского рыбного хозяйства и океанографии, г. Керчь), Сид начинал готовиться к защите кандидатской диссертации по карликовым акулам Индийского океана. Работа не была осуществлена, ввиду ухода Сида из института и в целом из биологической науки.
- Поэтический сборник Сергея Жадана «История культуры начала столетия» в переводах Сида (билингва: тексты в оригинале и переводы) вышел в 2003 в Москве раньше, чем оригинальный сборник на украинском языке в Киеве.

## Высказывания
«Меня все больше удручает, насколько дремучим и темным оказывается этот XXI век, которого мы так ждали. Новый век более многомерен, и в этом его огромное, но, вероятно, единственное преимущество. Наука, и антропология в том числе, по-прежнему занимается частностями, боясь приподнять голову. Ибо объяснить, откуда приходит свет (белый или чёрный — это другой вопрос) различных духовных и мистических явлений, увидеть их природу через призму классической науки — видимо, нет никаких шансов. Необходима новая антропология — словами любимого писателя моей юности, „новые сведения о человеке“». («Независимая газета» — ExLibris)
«Homo sapiens — это оксюморон. Красивая и парадоксальная поэтическая гипербола. Ведь люди на самом деле стремятся по возможности не использовать свой разум. Для выживания в социуме достаточно имитации мыслительных процессов. Мы слышали, например, что скворец иногда может имитировать человеческую речь. Но мы же не даем ему научное название „Скворец говорящий“?» (Рижский альманах, #2(17) : Literatūras Kombains, 2022)

## Интервью
- 2024. Метафора для новой антропологии. Игорь Сид о любви переводчиков к чужим странам. Интервью Марианне Власовой для Независимой газеты (НГ-Exlibris)
- 2024. Океанская рыба, заплывшая в реку. Интервью Ольге Балла для журнала «Знание — сила» #3, 2024, стр. 32-41[20]
- 2023. Осуществить мечту Пушкина. Беседа Валерии Ахметьевой с Игорем Сидом // Мир Музея. 2023. № 6. С. 36 — 37. Интервью для журнала «Мир Музея»
- 2022. К Декларации прав Постчеловека. Интервью для «Рижского альманаха» #2(17)
- 2019. Игорь Сид: Вселенная расширяющихся идентичностей. Интервью Александру Чанцеву для сайта Перемены.ру
- 2017. Игорь Сид о кентавричности и напряженных отношениях человека и ландшафта. Интервью Елене Семёновой для Независимой газеты (НГ-Exlibris)
- 2015. Игорь Сид в программе Майи Прицкер «Контакт». Интервью для телеканала RTN WMNB (США)
- 2013. Игорь Сид: «Поэты и художники часто идут впереди учёных…» Интервью Елене Серебряковой для сайта Write-Read.ru
- 2012. Островная тема (Малая демиургия Игоря Сида). Интервью Ольги Балла для газеты «Первое сентября»
- 2012. Занимательная зоософия. Интервью Михаила Бойко для газеты «Литературная Россия»
- 2011. Новая нефть: Игорь Сид о геопоэтике, мультимедиа, магии и «мифологической революции». Интервью Михаилу Бойко для «Независимой газеты» («НГ — ExLibris»)
- 2010. Игорь Сид: интервью Анне Дымковец для «Парламентской газеты» о перспективах сотрудничества России с Африкой
- 2010. Genius Loci («Даур Возвращается»). Интервью главного редактора Сергея Арутюнова с Игорем Сидом. Газета «Новый день», Сухум
- 2009. Инструменты для новой антропологии. Интервью культуролога Татьяны Хоффман (Германия) с И.Сидом для сайта Novinki.de
- 2008. «Остановить войну мифов». Интервью Ольги Михайловой с Игорем Сидом для киевского журнала «Политик Hall»
- 2007. «Нужна новая антропология». Интервью с Игорем Сидом директора Информационного центра ООН в Москве Александра Горелика